# Gaudinia coarctata
Gaudinia coarctata là một loài thực vật có hoa trong họ Hòa thảo. Loài này được (Link) T.Durand & Schinz mô tả khoa học đầu tiên năm 1894.